# Nie ma to jak hotel
Nie ma to jak hotel (ang. The Suite Life of Zack & Cody) – amerykański serial familijno-komediowy nadawany przez telewizję Disney Channel i Disney XD. Serial jest również dostępny poprzez iTunes Store. Jego kontynuację (sequel/spin-off) stanowi Suite Life: Nie ma to jak statek.
Od 7 października 2008 roku serial był emitowany w TVP2 o godz. 17:30 oraz 7:20. Był to jeden z dwóch seriali, które Telewizja Polska wyemitowała po raz pierwszy i ostatni w ramach akcji emisji seriali w oryginalnej wersji językowej z polskimi napisami (drugim była Radiostacja Roscoe; ze względu na zbyt niską oglądalność, oba seriale zostały usunięte z emisji i zastąpione tymi, do których polski dubbing powstał). Od 10 stycznia 2009 roku serial był też emitowany na Jetix (obecnie Disney XD).

## Obsada

### Role główne
- Dylan Sprouse jako Zack Martin
- Cole Sprouse jako Cody Martin
- Brenda Song jako London Tipton
- Ashley Tisdale jako Maddie Fitzpatrick
- Phill Lewis jako Marion Moseby
- Kim Rhodes jako Carey Martin

## Przegląd sezonów
| Sezon | Sezon | Liczba odcinków | Pierwsza emisja (Disney Channel) | Pierwsza emisja (Disney Channel) | Pierwsza emisja (Disney Channel, TVP2) | Pierwsza emisja (Disney Channel, TVP2) | Pierwsza emisja (Disney Channel, TVP2) |
| Sezon | Sezon | Liczba odcinków | Premiera                         | Finał                            | Premiera                               | Finał                                  |                                        |
| ----- | ----- | --------------- | -------------------------------- | -------------------------------- | -------------------------------------- | -------------------------------------- | -------------------------------------- |
|       | 1     | 26              | 18 marca 2005                    | 27 stycznia 2006                 | 2 grudnia 2006                         | 20 listopada 2008                      |                                        |
|       | 2     | 39              | 3 lutego 2006                    | 2 czerwca 2007                   | 17 grudnia 2007                        | 24 stycznia 2008                       |                                        |
|       | 3     | 22              | 23 czerwca 2007                  | 1 września 2008                  | 31 maja 2008                           | 16 stycznia 2009                       |                                        |